# Turka
Turka (ukránul: Турка) város Ukrajna Lvivi területén, a Turkai járás közigazgatási központja. 2001-ben 7700 lakosa volt. A Sztrij-folyó völgyében fekszik, az Ungvár–Lviv főút mentén, Szambirtól 56, Lvivtől 129 km-re délnyugatra a lengyel határ közelében. A Külső-Beszkidek párhuzamos hegyvonulatai között helyezkedik el. Vasútállomás az Ungvár–Lviv vonalon. Élelmiszer- (sajtkészítés) és fafeldolgozó ipara van. Régi barokk templom.
Első írásos említése a 14. századból származik. 1340–1772 között Lengyelországhoz tartozott. 1730-ban magdeburgi városi jogokat kapott. 1856-ban járási székhely lett. 1772–1918 között az Osztrák–Magyar Monarchiához, 1919–1939 között Lengyelországhoz tartozott. 1972-ben 7000 lakosa volt.